# Большой театр имени Алишера Навои
Госуда́рственный о́рдена Трудово́го Кра́сного Зна́мени академи́ческий Большо́й теа́тр Респу́блики Узбекиста́н имени Алише́ра Навои́ (сокр. ГАБТ имени А. Навои, узб. Alisher Navoiy nomidagi davlat akademik katta teatri) — театр оперы и балета в Ташкенте, Республики Узбекистан и назван в честь поэта Алишера Навои. Театр основан 11 июня 1939 года.

## История театра
История театра начинается с 1929 года, когда любители концертно-этнографического ансамбля под руководством Мухитдин Кари-Якубова, певец, руководитель ансамбля организовали профессиональный театр, танцевальную труппу возглавила Тамара Ханум.

Мухитдин Кари-Якубов

Первая премьера опера М. Ашрафи «Буран» состоялась в 1939 г. на базе узбекского музыкального театра. Премьера первой узбекской оперы «Буран» 11 июня 1939 дала толчок к развитию национального музыкального театра. Опера, поставленная режиссёром Эмилем Юнгвальдом-Хилькевичем снискала успех зрителей и критиков. В роли Бурана выступили Карим Закиров и Михаил Давыдов, партию Наргуль пели Халима Насырова, Шахадат Рахимова, Сара Самандарова и Назира Ахмедова, генерал-губернатора — Мухиддин Кари-Якубов.
В том же 1939 году театр получил новый статус, ему было присвоено название Государственного узбекского театра оперы и балета.
В марте 1948 года, объединился с Ташкентским русским оперным театром им. Я. М. Свердлова (основан в 1918), получил название Государственного театра оперы и балета имени Алишера Навои.
В этот период на сцене театра были поставлены: оперы — «Пиковая дама», «Евгений Онегин» Чайковского, «Гюльсара» Садыкова и Глиэра, балеты — «Коппелия» Делиба, «Дон Кихот» Минкуса, «Красный мак» Глиэра, «Балерина» Мушеля. В 1959 году театру был дан статус академического. С 1966 года театр носит название Государственного академического большого театра имени Алишера Навои. В 50-70 годах репертуар театра значительно расширился. Этот период характеризуется не только постановками произведениями русских и западноевропейских классиков, таких как: «Трубадур», «Аида», «Риголетто» Дж. Верди, «Пан Воевода» Н. Римского-Корсакова, «Борис Годунов» М. Мусоргского, «Князь Игорь» А. Бородина, «Фауст» Ш. Ф. Гуно, «Дуэнья» С. Прокофьева, «Арсенал» Г. Майбороды, балеты — «Спартак» А. Хачатуряна, «Дон Жуан» Л. Фейгина, «Кашмирская легенда» Г. Мушеля, «Семург» Б. Бровцина, «Маскарад» Лапутина, но и постановками: национальных опер — «Дилором» (1958), «Проделки Майсары» Юдакова (1959), «Песнь о Хорезме» Юсупова (1964), «Свет из мрака» (1966) и «Перед зарёй» (1972) Р. Хамраева, «Двенадцатая ночь» (1968) и «Русские люди» (1970) Зейдмана, «Ойджамол» И. Хамраева (1969), «Бессмертие» Мусаева (1974); балеты — «Мечта» Акбарова (1959), «Человек, который смеется» Зейдмана (1962), «Сорок девушек» Фейгина (1967), «Сухайль и Мехри» Левиева (1968), «Амулет любви» (1969), «Тимур Малик» (1970) и «Любовь и меч» (1974) Ашрафи.
С 1990 года на сцене театра поставлены оперы — «Буюк Темур» А. Икрамова, «Умар Хайям» М. Бафоева, «Путь к трону» Н. Закирова, «Волшебная флейта» В.-А. Моцарта, «Порги и Бесс» Дж. Гершвина, «Лючия ди Ламмермур» Г. Доницетти, балеты — «Ромео и Джульетта» С. Прокофьева, комический балет «Юность Насреддина» С. Юдакова, национальный балет «Хумо» в хореографии Г. Алексидзе, на музыку — А. Эргашева, балета Ф. Янов-Яновского на либретто И. Юсупова «Урашима Таро».

## Здание театра

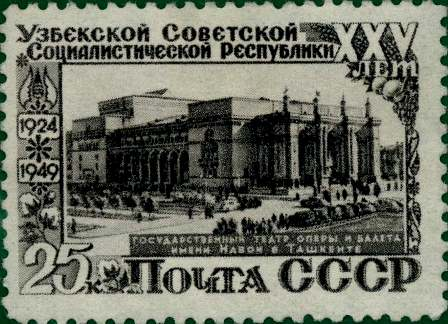
Театр на почтовой марке СССР 1950 года, посвящённой 25-летию Узбекской ССР

У коллектива Узбекского музыкального театра не было своего театрального здания и все представления проходили в единственном зрелищном учреждении, построенном в начале XX века — здании бывшего театра—цирка «Колизей», которое было построено в период с 1902 года по 1913 года выходцем из Тифлиса — Г. М. Цинцадзе.
В 1918 году здание театра — цирка «Колизей» было национализировано. В тридцатых годах в здании бывшего театра—цирка «Колизей» работали две труппы русского и узбекского музыкальных театров. Несмотря на реконструкцию, зал и сцена всё меньше отвечали требованиям больших классических и национальных постановок. Возникла необходимость постройки нового театрального здания, был объявлен государственный конкурс на лучший проект строительства. Проекты публиковались в прессе и широко обсуждались общественностью. В 1934 году по результатам конкурса выиграл проект академика Алексея Щусева, который является автором проекта мавзолея на Красной площади, а также проектов других сооружений в г. Москве. Закладка здания состоялась 1 сентября 1940 года, в 1942 году работы были прерваны ввиду трудностей, связанных с военным временем. В 1943 году стройка была возобновлена. По состоянию на октябрь 1943 года в строительстве здания театра участвовали трудмобилизованные советские корейцы.
В завершающем этапе строительства театра приняли участие депортированные в ноябре 1945 года в Ташкент японские военнопленные из Квантунской армии. Открытие театра состоялось в 1947 году в день 30-й годовщины Октябрьской революции.
Здание театра сооружено на месте бывшего Воскресенского базара, прямоугольной площади размером 7 га. По проекту А. В. Щусева театр обрамлён сквером-парком с многочисленными красочными цветниками, партерной зеленью, ценными декоративными деревьями и большим водоёмом-фонтаном, напоминающим традиционные узбекские хаузы.
Здание раскрывается в окружающее пространство мощным трехарочным порталом главного входа и меньшими по масштабу аркадами, расположенными вдоль боковых фасадов. Стены облицованы шлифованным розовато-охристым кирпичом, цоколь — гранитом. Входной портик, боковые колоннады, дверные и оконные проёмы, капители и карнизы либо выполнены целиком из серого мрамора, либо имеют мраморную облицовку или обрамление.
Зрительный зал рассчитан на 1440 мест, имеет партер и два яруса. Стены, балконы зала и обрамление портала сцены украшены орнаментами с легкой расцветкой и позолотой. Кремовые бархатные занавеси сцены и лож расшиты узором, выполненным по рисункам А. Щусева бухарскими золотошвеями.
Фойе первого этажа, расположенное по главной оси вестибюля, украшено росписью, изображающей четырех муз: танца, поэзии, живописи и архитектуры. В главном фойе второго этажа находятся 4 живописных панно на темы из произведений Навои: Ширин, пришедшая с подарками к Фархаду благодарить его за совершенные им подвиги; сидящий на коне Искандер, наблюдающий за сооружением крепостного вала; Бахрам-гул — герой поэмы «Семь планет», поражающий по просьбе своей возлюбленной, красавицы Диляром, скачущего джейрана; Лейла и Меджнун, встретившиеся в пустыне. Монументальная живопись в фойе первого и второго этажей выполнена художником Чингизом Ахмаровым.
Большой интерес представляет архитектурное убранство шести боковых фойе, носящих имена шести областей Узбекистана: Ташкентской, Самаркандской, Бухарской, Хивинской, Термезской и Ферганской. Для их отделки была применена традиционная местная резьба по ганчевой штукатурке. Работы по отделке помещений выполнялись народными мастерами Узбекистана, «усто», под руководством А. Щусева, С. Полупанова и Б. Засыпкина.
В первом этаже расположены залы Ташкентский и Ферганский. Оформление Ташкентского зала выполнено мастером Ташпулатом Асланкуловым, Ферганского — мастером Наркузиевым.
Во втором этаже расположены Бухарский и Самаркандский залы. Бухарский зал примечателен тем, что использовалась резьба по ганчу, наложенная на зеркальную основу. Оформление зала выполнено почетным академиком Узбекской Академии наук мастером Ширином Мурадовым. В панно Самаркандского зала была применена двухслойная резьба — «ислими», в отделке использован газганский мрамор. Автором и исполнителем убранства зала был самаркандский мастер Кули Джанилов.
На третьем этаже размещаются Хивинский и Термезский залы. Хивинский зал украшен резными панно из ганча, которые повторяют резьбу по дереву, характерную для Хорезма. Для Термезского зала характерно оформление, украшавшее дворец правителя Термеза. Оформление Хивинского зала выполнено под руководством мастера Абдуллы Балтаева, Термезского — мастером Нигматовым.
Здание сооружено из железобетона и кирпича. Перекрытия большого пролета осуществлены по металлическим фермам. Конструкции были специально усилены с тем, чтобы придать сооружению необходимые антисейсмические качества.
В 1996 году на стене театра была установлена мемориальная доска в честь японцев, участвовавших в строительстве. В 2010 г. фонтан был реконструирован, были добавлены подсветка и музыкальное сопровождение. В 2012—2015 годах произведена реконструкция театра, в это время все спектакли проходили на сцене Дворца искусств «Туркистон». На церемонии открытия реконструированного здания присутствовал премьер-министр Японии Синдзо Абэ.

## Международное сотрудничество
Театр осуществляет множество проектов среди которых Международный фестиваль оперного и балетного искусства «Ташкент Бахори», Фестиваль, посвященный 150-летию Дж. Пуччини. В данных проектах приняли участие артисты из других стран — Анна Карновали, Хибла Герзмава, Михаил Векуа, Жамиля Баспакова, Лаура Хормигон, Оскар Торрадо и другие. Также в театре выступали певица Елена Образцова, тенор Зураб Соткилава, музыканты Гидон Кремер, Владимир Спиваков, Юрий Башмет и другие. Гостями театра были также большие творческие коллективы: Киевский симфонический оркестр и хор, Иркутский музыкальный театр им. Н. Загурского, артисты Музыкального театра К. Станиславского и В. Немировича-Данченко, артисты Мариинского театра и «Геликон опера» и отдельные исполнители — Дж. Бортолато, А. Шагимуратова и другие.
Балетная труппа театра сотрудничает со школой балета «Toyota City Balet Сompanу». Результатом сотрудничества являются такие международные проекты, как премьера в г. Тойота (Япония) нового балета Ф. Янов-Яновского по либретто И. Юсупова «Урашима Таро».
Театр успешно сотрудничает с посольствами иностранных государств в Республике Узбекистан. Результатом сотрудничества являются такие международные проекты, как постановки оперных спектаклей «Лючия ди Ламмермур», «Богема», «Любовный напиток», «Евгений Онегин», «Царская невеста».

## Репертуар театра[20]
| Опера                                     | Балет                                                        |
| ----------------------------------------- | ------------------------------------------------------------ |
| «Любовный напиток», Г. Доницетти          | «Томирис», У. Мусаев                                         |
| «Лючия ди Ламмермур», Г. Доницетти        | «Бахчисарайский фонтан», Б. Асафьев                          |
| «Фауст», Ш. Ф. Гуно                       | «Жизель», А. Адан                                            |
| «Небо моей любви», М. Бафоев              | «Корсар», А. Адан                                            |
| «Царская невеста», Н. Римский-Корсаков    | «Спартак», А. Хачатурян                                      |
| «Сельская честь», П. Масканьи             | «Хумо», А. Эргашев                                           |
| «Иоланта», П. Чайковский                  | «Дон Кихот», Л. Минкус                                       |
| «Садокат», Р. Абдуллаев                   | «Амулет любви», М. Ашрафи                                    |
| «Алеко», С. Рахманинов                    | «Лебединое озеро», П. Чайковский                             |
| «Проделки Майсары», С. Юдаков             | «Спящая красавица», П. Чайковский                            |
| «Тахир и Зухра», Т. Джалилов и Б. Бровцын | «Щелкунчик», П. Чайковский                                   |
| «Искатели жемчуга», Ж. Бизе               | «Ромео и Джульетта», С. Прокофьев                            |
| «Кармен», Ж. Бизе                         | «Тысяча и одна ночь», Ф. Амиров                              |
| «ХАМСА», М. Бафоев                        | «Поэма двух сердец», А. Меликов                              |
| «Трубадур», Дж. Верди                     | «Дама с камелиями», Дж. Верди                                |
| «Аида», Дж. Верди                         | «Франческа да Римини», П. Чайковский                         |
| «Богема», Дж. Пуччини                     | «Жар-Птица, Шахерезада», И. Стравинский, Н. Римский-Корсаков |
| «Демон», А. Рубинштейн                    | «Белоснежка и семь гномов», К. Хачатурян                     |
| «Травиата», Дж. Верди                     |                                                              |
| «Севильский цирюльник», Дж. Россини       |                                                              |
| «Флория Тоска», Дж. Пуччини               |                                                              |

## Награды
- орден Трудового Красного Знамени (31.05.1937) (как Узбекский музыкальный театр) — за серьёзные заслуги в области узбекского музыкального театра